# حادث طيران الملكية الأردنية الرحلة 600
حادث طيران الملكية الأردنية الرحلة 600 كانت رحلة ركاب دائمة من مطار الملكة علياء الدولي، الأردن إلى مطار مسقط الدولي عبر مطار الدوحة الدولي في قطر. في 13 مارس 1979 شغلت الرحلة طائرة بوينغ 727-2D3 التي تحمل رقم التسجيل الأردني JY-ADU أنذاك، واجهت الطائرة عاصفة رعدية غير مسبوقة وتحطمت في مطار الدوحة الدولي بعد ارتطامها بالارض وادى ذلك إلى مقتل 45 شخص من اصل 64 كانوا على متن الطائرة.

## الطائرة
الطائرة من طراز بوينغ 727-2D3 ذات 3 محركات تحمل رقم 1061 من خط إنتاج شركة بوينغ حلقت لأول مرة في الولايات المتحدة في 26 يوليو 1974 وبعدها سلمت للملكية الأردنية بتاريخ 14 أغسطس 1974 وأصبح تسجيل الطائرة JY-ADU.

## الأسباب والتحقيقات
سوء الأحوال الجوية والتأثير العام التي سببته على أجهزة قياس الارتفاع في الطائرة هو السبب الرئيسي في تحطم الرحلة 600 فبعدما فشلت الطائرة في الهبوط على المدرج رقم 34 في الدوحة في ساعة متأخرة من الليل، دخلت الطائرة عاصفة رعدية وادى ذلك إلى انخفاض ارتفاع الطائرة إلى 750 قدم (230 متر) ثم ارتطمت بسطح الأرض بسرعة كبيرة نسبياً مما ادى إلى تحطم الطائرة بالكامل، كان هناك 64 شخصاً على متن الطائرة، توفي 4 من أفراد الطاقم من أصل 15 وتوفي من الركاب 41 مسافرا و تعرض 6 مسافرين لإصابات بالغة.